# Paulo Orlando
Paulo Roberto Orlando (San Paolo, 1º novembre 1985) è un ex giocatore di baseball brasiliano di ruolo esterno, campione delle World Series nel 2015 con i Kansas City Royals della Major League Baseball.

## Carriera
Orlando firmò come free agent amatoriale il 21 gennaio 2005 con i Chicago White Sox. Il 9 agosto 2008 venne scambiato con i Kansas City Royals. Debuttò nella MLB (il terzo brasiliano della storia dell'organizzazione) il 9 aprile 2015, al Kauffman Stadium di Kansas City contro i Chicago White Sox. Tre giorni dopo, divenne il primo giocatore della storia della MLB a fare registrare tre tripli nelle prime tre battute valide in carriera. Il 20 aprile batté il suo quinto triplo su sette valide, stabilendo un altro record assoluto per il minor numero di valide necessarie per battere il quinto triplo a inizio carriera.
Il 26 maggio, Orlando batté il suo primo fuoricampo contro i New York Yankees, chiudendo la sua prima stagione regolare con sette. Il 1º novembre 2015 divenne il primo brasiliano a vincere le World Series, dove i Royals batterono i New York Mets per quattro gare a una. 
Il 3 novembre 2018 divenne free agent. Il 4 gennaio 2019 firmò un contratto di minor league, con invito allo spring training incluso, con i Los Angeles Dodgers. Dopo 24 partite giocate nella Tripla-A, il 10 maggio Orlando venne scambiato con i Chicago White Sox. Il 19 agosto, venne svincolato dalla franchigia.
Il 29 settembre 2019, Orlando firmò un contratto con gli Yaquis de Obregon della Liga Mexicana de Béisbol.

## Palmarès
- World Series: 1

Kansas City Royals: 2015